# Route 420 (Terre-Neuve-et-Labrador)
Pour les articles homonymes, voir Route 420.
La route 420 est une route tertiaire de la province de Terre-Neuve-et-Labrador d'orientation nord-sud située dans le nord de l'île de Terre-Neuve, au nord-est de Deer Lake. Elle est une route faiblement à moyennement empruntée, reliant la Route Transcanadienne, la route 1, à Hampden et à Jackson's Arm. Elle se dirige vers le nord pendant 11 kilomètres depuis son terminus sud, puis elle croise la route 421. Elle suit ensuite la rive ouest de la baie Blanche sur 59 kilomètres, jusqu'à Jackson's Arm, où elle se termine. Route alternative de la 1, elle mesure 70 kilomètres, et est une route asphaltée sur l'entièreté de son tracé.

## Communautés traversées
- Jackson's Arm